# Albert Renaud
Albert Roméo Renaud (* 2. Oktober 1920 in Ottawa, Ontario; † 20. Dezember 2012) war ein kanadischer Eishockeyspieler und -trainer. Bei den Olympischen Winterspielen 1948 gewann er als Mitglied der kanadischen Nationalmannschaft die Goldmedaille. 

## Karriere
Albert Renaud begann seine Karriere als Eishockeyspieler in der Ottawa Junior Hockey League, in der er zwischen 1937 und 1940 für Ottawa LaSalle und die Westboro Spearmans aktiv war. Im Seniorenbereich trat er zunächst in der Saison 1940/41 für die Ottawa Montagnards an, für die er zwei Spiele absolvierte, ehe er die restliche Spielzeit bei den Ottawa Car Bombers aus der Upper Ottawa Valley Hockey League (UOVHL) verbrachte. In der Saison 1941/42 war er für die Hull Volants aktiv. Zwischen 1942 und 1944 spielte er für diverse Mannschaften aus der Ontario Senior Hockey League (OCSHL) und der Ottawa National Defense Hockey League (ONDHL). Weitere Stationen im Amateurbereich waren in der Saison 1945/46 die Ottawa Quarter-Masters aus der ONDHL sowie die Ottawa Senators aus der UOVHL. In der Saison 1946/47 stand er für die Ottawa New Edinburghs aus der OCSHL auf dem Eis. Anschließend wurde er von den RCAF Flyers verpflichtet, mit denen er 1948 Kanada bei den Olympischen Winterspielen repräsentierte. Bei den RCAF Flyers blieb er noch zwei Jahre, ehe er in der Saison 1950/51 für die Militärmannschaft Ottawa Army auflief. Nach einer Spielzeit bei den Hull Volants war er von 1952 bis 1955 Spielertrainer bei den Brockville Magedomas aus der New York-Ontario Hockey League tätig. In den 1990er Jahren spendete er sein Olympiatrikot der Hockey Hall of Fame in Toronto. 

### International
Für Kanada nahm Renaud an den Olympischen Winterspielen 1948 in St. Moritz teil, bei denen er mit seiner Mannschaft die Goldmedaille gewann. In acht Spielen erzielte er vier Tore und zehn Vorlagen.

## Erfolge und Auszeichnungen
- 1948 Goldmedaille bei den Olympischen Winterspielen